# محمد میرکیانی
محمد میرکیانی (زاده ۱۳۳۷ در تهران) نویسنده ایرانی است. او برای نگارش کتاب روز تنهایی من: مجموعه قصه برگزیدهٔ پنجمین دورهٔ کتاب سال ایران شد.

## آثار
- افسانه خوشبختی
- پنج سنگ پند و قند (چهار جلد)
- پهلوان حیدر
- روز تنهایی من
- روزی بود و روزگاری
- روزی بود و روزی نبود (سه جلد)
- قصه ما مثل شد (ده جلد)
- شاید فردا نباشد
- قصه خانه ما
- قصّه شاه مال منه
- قصه ما همین بود (پنج جلد)
- قصه های شب چله (دو جلد)
- تن تن و سندباد
- حکایت های کمال (پنج جلد)